# تپه ملا شمشیری
تپه ملا شمشیری مربوط به دوران پیش از تاریخ ایران باستان است و در شهرستان ممسنی، روستای منصورآباد واقع شده و این اثر در تاریخ ۱۶ مهر ۱۳۷۹ با شمارهٔ ثبت ۲۷۸۷ به‌عنوان یکی از آثار ملی ایران به ثبت رسیده است.